# Carmignano
Để xem đô thị ở tỉnh Padova, xin xem bài Carmignano di Brenta
Carmignano là một comune (đô thị) có 12.000 dân ở tỉnh Prato, một tỉnh nằm ở vùng Tuscany. Đô thị này nằm cách khoảng 20 km về phía tây của Florence và khoảng 10 km về phía tây nam của Prato.
Carmignano giáp các đô thị sau:Capraia e Limite, Lastra a Signa, Montelupo Fiorentino, Poggio a Caiano, Prato, Quarrata, Signa, Vinci.

## Các địa điểm nổi bật
Công trình nổi bật nhất là nhà thờ San Michele e Francesco (thế kỷ 12), nơi có một Visitation của bậc thầy Phục hưng Pontormo.
Lâu đài thế kỷ 10 Rocca (Castle), được bảo tồn tốt. Frazione Comeana có nhiều mộ Etruscan.